# Barranquismo
Barranquismo, também conhecido por Arte da terra, é como é chamada a técnica de esculpir figuras em barrancos.
A técnica do Barranquismo foi criada pelo escultor colombiano Efrén Fernández Varón, cuja expressão artística foi influenciada pela arte de esculturas em mármore italiana.